# Calcografia

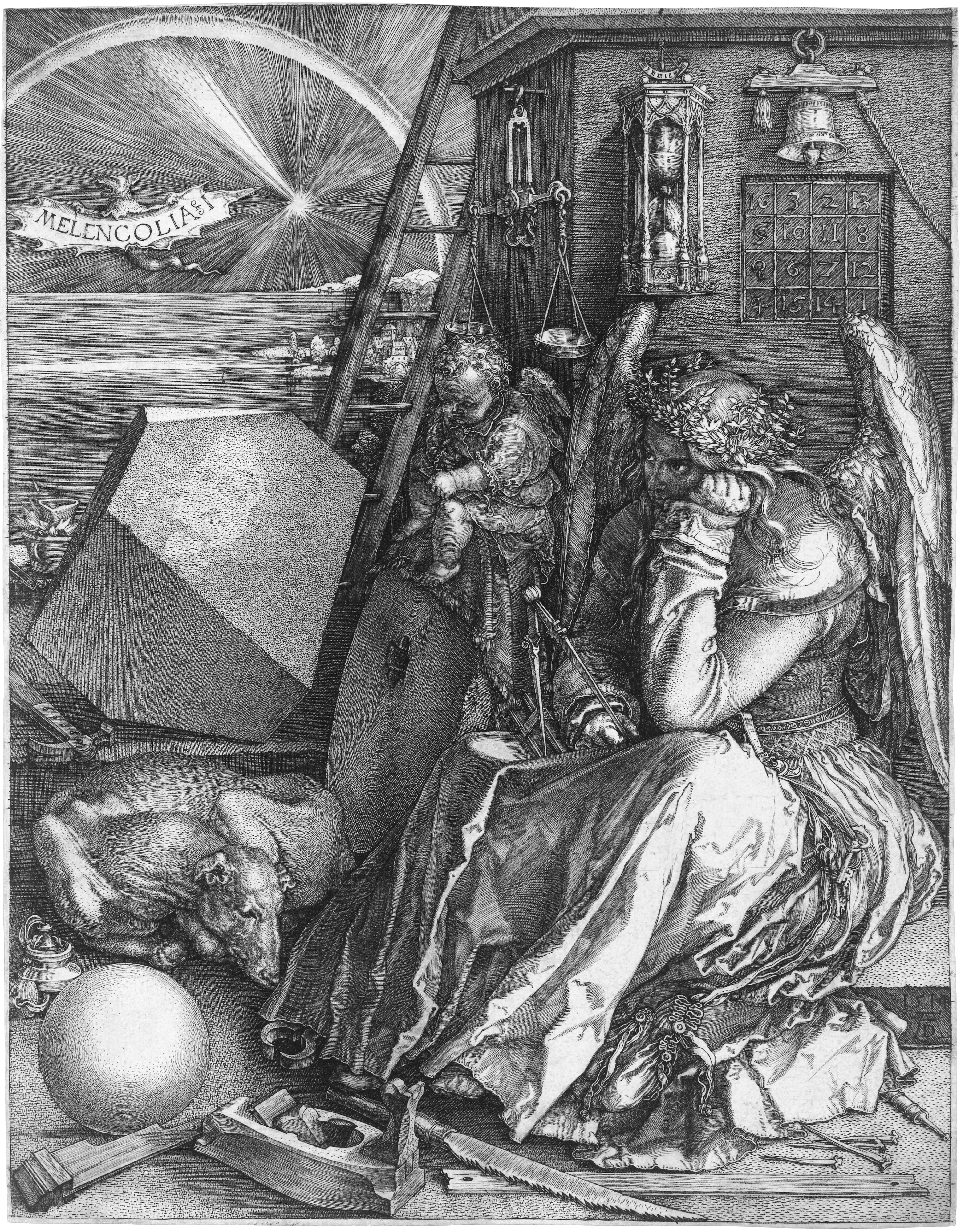
Melancolía, 1514, calcografia de l'artista alemany Alberto Durero.

Etimològicament la paraula calcografia ve dels termes grecs χαλκός (khalkós) que significa 'coure' o 'bronze', i γραφή (grafí), 'escriptura'. Calcografia o gravat calcogràfic és un procés de tècniques realitzades per estampar una imatge en, habitualment, una placa metàl·lica. Els metalls més emprats són el coure, el ferro, el zinc i l'acer. La calcografia és una tècnica d'estampació inclosa en el gravat al buit. És a dir, la tinta entra on s'ha gravat o buidat la matriu. Avui gairebé en desús, llevat per a l'obtenció i duplicació d'obres d'art.

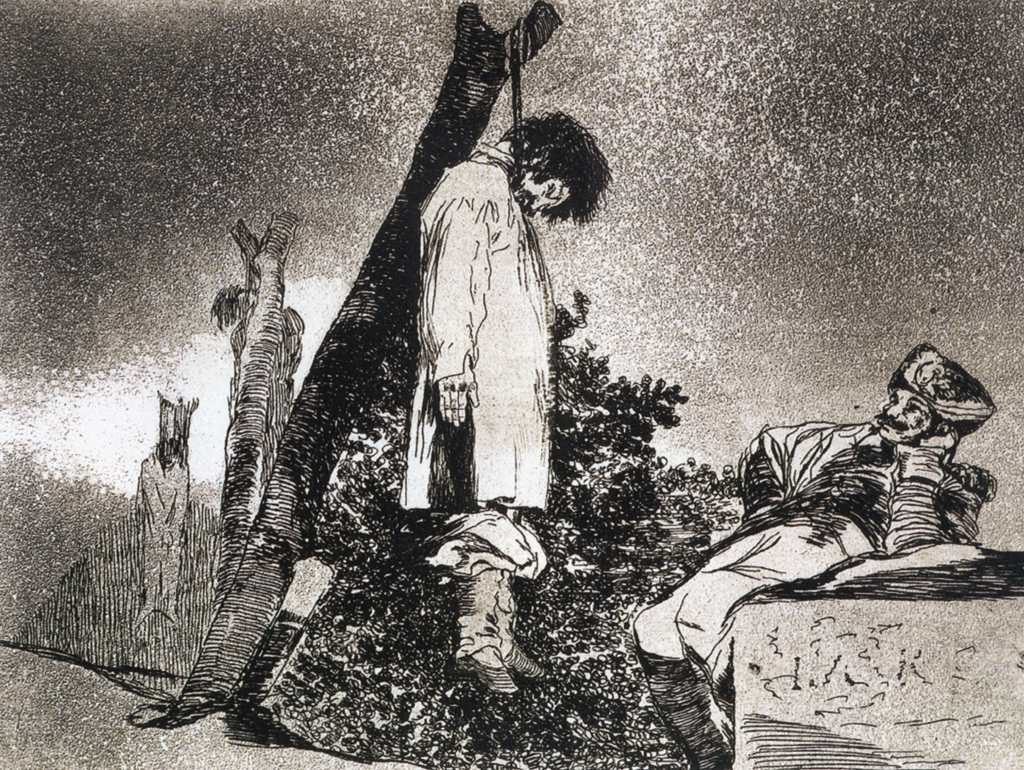
Tampoco de Goya. Aiguafort, aiguatinta, punta seca i burí. 157 x 208 mm.

## Història del gravat calcogràfic
El gravat té el seus antecedents al Paleolític i Neolític, quan gravaven ossos amb sílex per decorar-los i feien patrons en ceràmica a partir de les empremtes dels dits i les closques de mol·luscs. Però no va ser fins a la segona meitat del IV mil·lenni aC al Pròxim Orient que es va trobar el primer antecedent del gravat modern. Consistia en una invenció mesopotàmica en que elaboraven cilindres-segells, decorats amb figures i motius gravats en negatiu.
A continuació, durant el segle i, amb motiu de la invenció del paper, la escriptura en tinta i la necessitat de difondre textos budistes es van inventar les primeres xilografies anomenades Rotlles de mil Budes. Els japonesos van adquirir aquesta tècnica i van incorporar-la a la hora de representar escenes típiques en forma d'art.
El gravat a occident no va arribar fins que els àrabs van introduir el paper i, per tant, els molins necessaris per a la seva fabricació, fet que es fessin les primeres estampacions per fer baralles de cartes a Itàlia, Alemanya i França. Amb el foment del paper però, la gravació va començar a perdre importància ja que no oferia tanta facilitat de fabricació i difusió. D'aquesta manera va quedar només com a recurs artístic.
A mitjan segle xv, com que la xilografia no permetia millorar els detalls els gravats i la seva profunditat, es va haver de buscar una altra tècnica més eficient anomenada gravat al buit. Aquesta innovació va ser ideada per l'orfebre Masso Finiguerra, un artesà de Florència de l'època dels Medici. La tècnica consistia en fer el gravat sobre metall i llavors entintar les comissures, deixant neta la part metàl·lica sense gravar, aconseguint més profunditat.
Durant el renaixement alemany l'artista Albrecht Dürer va treballar simultàniament gravats en metall i fusta. Jacques Callot, nascut a França, va ser el primer artista en desenvolupar l'aiguafort. Aquesta tècnica es basava en submergir el metall varies vegades sota àcid per aconseguir profunditat entre capa i capa i així obtenir objectes en diferents termes d'una mateixa escena. Als Països Baixos, Rembrant també va impulsar la tècnica de l'aiguafort, a més a més va reprendre l'estil de punta seca que no s'utilitzava des del segle xv.
Les temàtiques més utilitzades durant aquestes èpoques eren la mitologia grega al Renaixement i l'estudi de la gestualitat i l'anatomia humana durant el Barroc.
A la Europa del segle xvii la societat comença a adoptar un ambient de culte vers l'art, demanant la creació d'estampats per a fer llibres al consum de tothom.
Apropant-se a l'actualitat, amb el naixement de noves corrents artístiques, creix el desig de renovació i l'objectiu del gravat calcogràfic varia. Un gran representant del gravat modern és Andy Warhol, ja que amb el seu estil d'art Pop el gravat li permetia fer repeticions de la mateixa sèrie amb més facilitat.
Per acabar, les noves tècniques han arribat de la mà de la tecnologia i l'avenç químic, fent que el procés sigui menys contaminant i més fàcil de fabricar.

### El gravat a la Península Ibèrica

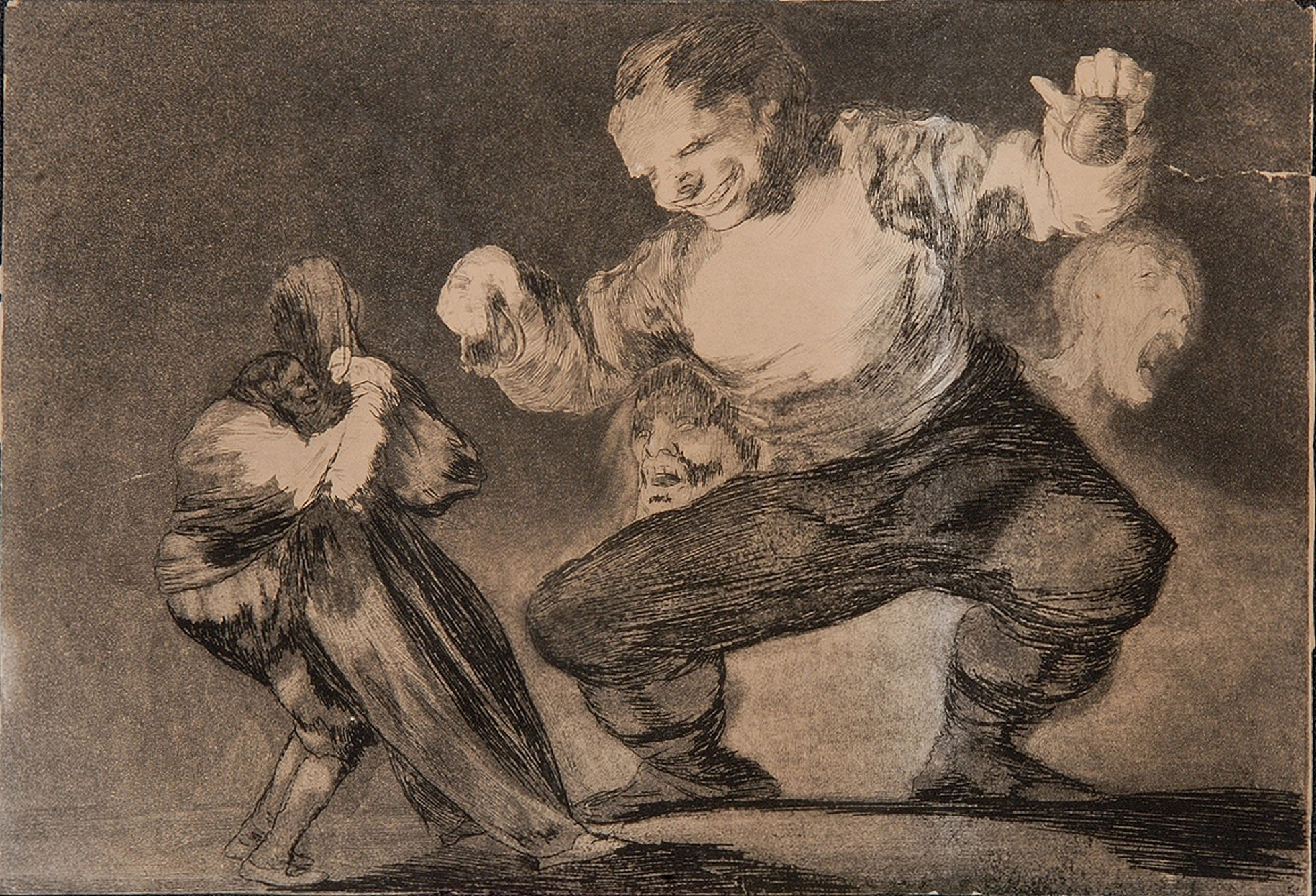
Peça de la col·lecció de Goyes que es troba a la Masia d'en Cabanyes.

Fins al segle xvii no es fa notòria la indústria del llibre. És llavors quan es comencen a impulsar les escoles d'aprenentatge i l'ofici autòcton. El màxim representant del gravat va ser Francisco de Goya i Lucientes que va patir una etapa de crisi i va aprofitar per innovar en la tècnica d'aiguatinta. Entre els seus gravats més importants trobem Los Caprichos, Los Desastres de la guerra, La Tauromaquia i Los Disparates.
Fent un salt a la història, durant el segle XX artistes com Joan Miró o Pablo Picasso van fer grans contribucions al gravat calcogràfic. Picasso va innovar, millorar i modificar les tècniques tradicionals, aconseguint més de dos-mil gravats. Mentrestant, Miró va tractar més la xilografia, calcografia i litografia, fent sobretot ús d'aquesta última per fer representacions pictòriques.

## Tècniques
Hi ha dues maneres de fer el gravat en planxes de metall: de manera directa o indirecta. La primera consisteix a fer directament les incisions sobre la planxa mentre que amb la segona opció s'utilitzen àcids que desgasten el metall.

### Incisió directa
Es marca de manera manual o mecànica la planxa metàl·lica mitjançant instruments especialitzats.

#### Punta seca
Consisteix simplement en fer incisions sobre la planxa amb una punta afilada. Concretament s'utilitza ja sigui una agulla dura d'acer o una punta amb acabat de diamant. El procediment és bàsicament com fer un dibuix sobre paper. Es poden traçar línies contínues i petits traços i depenent de la força amb que s'incideix a la placa es traçat serà més gruixut o més fi. De fet, els que s'aconsegueix és arrancar aquella part de metall per on es passa l'instrument, deixant un buit que posteriorment serà tintat. Les vores entre la incisió i la part que no s'ha modificat es diuen rebava, i és el que permet que quan es faci la estampació quedi un degradat natural entre la part plana i la incisió.

#### Gravat al Burí
També anomenat talla dolça, consisteix en l'ús d'un burí: una barreta de metall dur de punta seccionada que ha d'estar sempre ben afilada. El burí ha d'incidir sempre de manera perpendicular al metall, per tal que es mantingui afilat. Per poder agafar la peça consta d'una part superior feta de fusta anomenada mànec de xampinyó, que permet recolzar-hi el palmell de la mà. Les barres van numerades segons la seva grandària i la seva secció.
D'altra banda, també es pot fer aquesta tècnica a partir de rodetes dentades i altres rodetes que permetin dibuixar varies línies paral·leles a la vegada.

#### Manera negra
El que caracteritza aquesta tècnica és la manera de tractar la planxa. El procés és llarg ja que l'artista ha d'esculpir tota la superfície, utilitzant el granejador primer en un sentit i a continuació fent-ho en angle recte i finalment en totes les diagonals. Un cop festes les incisions l'artista ha de començar a aclarir la planxa. Ha de crear la imatge rallant i allisant la superfície de la planxa amb un brunyidor per tal de polir les marques fetes amb el granejador. Quan del dibuix està acabat, s'omplen els orificis de tinta i s'estampa el gravat.

#### Manera de llapis
L'objectiu d'aquesta tècnica és obtenir un resultat semblant a l'efecte que fa un llapis sobre paper. Es punteja sobre la planxa a través del pas de les diferents ruletes. S'utilitza per aconseguir traçats fins i delicats.

#### Puntejat
És una de les tècniques més antigues, s'utilitza per aconseguir grans filigranes mitjançant la unió de punts. Presenta gran similitud al procés de punta seca i comparteixen la mateixa resistència davant el tiratge.

### Incisió indirecta
Aquest procés d'incisió consisteix en envernissar aquelles parts de la planxa que han de romandre intactes i mullar amb àcids les parts que volen ser erosionades. Així doncs l'agent químic escollit va corroint les zones desprotegides creant incisions sobre el metall. Es manté el producte fins que ha perforat la llargària desitjada i llavors per acabar s'omple de tinta per crear profunditat en la obra. Per fer aquesta tècnica es poden utilitzar diferents substàncies.

#### Aiguafort

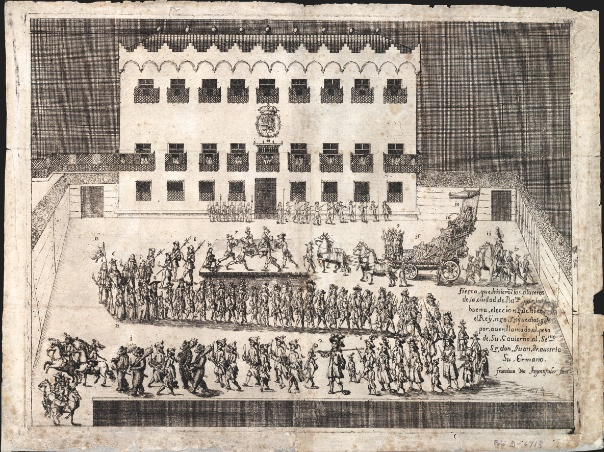
Festa dels argenters (1677), aiguafort fet per Francesc Via

El primer pas és preparar la planxa. Si aquesta està bruta s'ha de desengreixar i protegir la part de darrere amb laca de bombeta. A continuació cal tapar amb vernissos resistents a l'àcid totes les parts que no han de ser corroïdes. Durant el procés es poden utilitzar diferents productes:
- Àcids: aquests s'empren per cremar la planxa que s'ha de manipular. Abans d'aplicar-ho sobre el metall s'ha de reduir amb aigua (afegint l'àcid a l'aigua i no al contrari). S'ha d'anar amb compte i fer aquesta pràctica en llocs ventilats i ben equipats amb guants i bata de cotó. La barreja entre àcid i aigua s'anomena mordent. Depenent de la concentració la profunditat d'incisió serà una o altre. Si l'àcid és molt concentrat cremarà molt ràpid creant línies més amples i profundes. Si el que es vol és crear filigranes més subtils caldrà reduir la concentració d'àcid en aigua.
- Base dura: també anomenada anteriorment com a vernís, de fet tenen la mateixa textura, amb la diferència que la base és més mal·leable. L'objectiu és escampar la base per tota la planxa, deixant una capa fina sobre el metall. A continuació es dibuixen les figures sobre la capa de vernís (sense rascar el metall) deixant al descobert aquelles parts que seran menjades per l'àcid. Aquest producte va molt bé si es volen fer línies més fines i marcades.
- Base tova: d'altra banda també existeixen uns vernissos més suaus que no s'assequen tant com els anteriors. La consistència és més greixosa i permet aportar més textura al gravat.[8]

#### Aiguatinta
El problema de l'aiguafort és que només permet fer línies fines i marcades, sense opció a fer figures planes ja que això demana fer grans taques d'àcid amb un mateix to de color. Per sort, existeix aquest altre mètode anomenat aiguatinta que sí ho permet fer. Per dur a terme aquesta tècnica se situen una boles petites de resina sobre la planxa, aquestes es fonen deixant punts descoberts alhora que d'altres queden coberts. Per tant, tot un seguit de punts molt junts creen una taca grossa que a ull sembla homogènia. Si es vol que el color quedi gris fluix l'àcid es deixarà poca estona, en canvi, si es desitja obtenir un color més fosc cal esperar més temps.

#### Vernís tou
Aquesta tècnica es caracteritza per l'ús d'un vernís més feble que deixa una capa enganxosa sobre la planxa metàl·lica, la qual a continuació es cobreix amb un paper de seda. Tot seguit amb un llapis es dibuixa el patró desitjat fent que les línies marcades deixin el residu del paper submergit en el vernís. D'aquesta manera quan es retira el paper també extreu la capa de producte per on s'ha fet el dibuix, deixant al descobert les marques del llapis. Per acabar, s'aboca la planxa en àcid, fent el mateix efecte que en els apartats anteriors. L'àcid es menja la part del metall que es troba a l'aire lliure i, en aquest cas, l'efecte obtingut és el mateix que les traces que fa un llapis sobre paper.

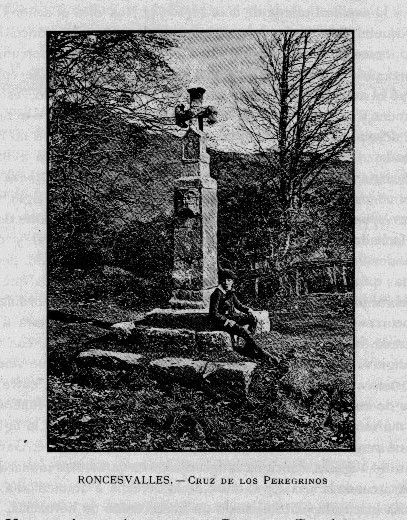
Exemple de fotogravat. La Cruz de los Peregrinos a Roncesvalles.

#### Fotogravat
El fotogravat és un procés basat en la fotografia. El tipus més comú és aquell on s'utilitza un element fotosensible i resistent als àcids. Es cobreix el metall amb un objecte foto-resistent i a través d'un negatiu fotogràfic es deixa passar la llum, aconseguint que quedin gravades les parts del metall que queden descobertes. Finalment es diposita la planxa a una cubeta amb àcid on les parts que han quedat exposades es cremen per efecte del producte. Normalment es fa servir per fer plaques de circuit imprès.

#### Gravat a la sal
L'ús d'aquesta tècnica permet obtenir un resultat semblant al granejat. és a dir, la planxa és prèviament desengreixada i envernissada. Llavors s'estén una capa de sal per aquells llocs on es vol que quedi gravat. Com que el vernís encara no estarà sec, la sal es barreja amb el producte, fent que un cop s'afegeixi l'àcid el clorur de sodi es dissolgui deixant al descobert unions de punts per crear un fons pla i heterogeni. És molt semblant al granejat però utilitzant sal en comptes de boles de resina.

#### Lavis
A diferència de les tècniques explicades fins ara, on la planxa és submergida en una cubeta plena d'àcid, aquesta altra tècnica utilitza un instrument impregnat d'àcid, fent directament els traços amb el pinzell.

#### Gofrat
Consisteix en l'estampació d'una planxa gravada per accentuar les textures i relleus. Es realitza posant vernís en aquelles parts que no es volen entintar amb la diferència de que es deixa en remull més estona de la habitual.

#### Gravat al sofre
Aquesta tècnica només pot ser utilitzada sobre coure, ja que s'utilitza sulfur de coure per desgastar la planxa. Normalment s'utilitza com a tècnica que fa suport a altres, ja que amb aquesta s'aconsegueixen degradats més ben fets i gran amplitud de tonalitats de gris. El procediment a seguir consta de tres parts: 
- Desengreixar la planxa i aplicar amb un pinzell una capa d'oli amb gran concentració d'àcid i sofre que romandrà durant uns dies aplicada.
- Retirar la barreja passant un drap mullat en petroli o aiguarràs i a continuació tornar a desengreixar la planxa.
- Per acabar, es procedeix a entintar com en el procés de punta seca, tot seguit passant la tarlatana i netejant els residus a mà.[10]

## Procés
El gravat calcogràfic és un gravat al buit. Això significa que la tinta es diposita en la part gravada de la matriu. La part que no s'ha buidat restarà blanca en l'estampa obtinguda.
S'ha dividit aquest procés en cinc etapes:

### Dibuix
En tot gravat, s'ha de preveure que el dibuix que s'observa en la matriu patirà una inversió en l'estampa. Per això, és convenient fer un dibuix previ sobre paper; el dibuix es pot visualitzar invertit damunt d'un vidre, darrere el qual es disposa un focus de llum.

### Elecció i preparació de la planxa
L'artista escollirà el tipus de metall i les dimensions de la planxa, en funció del resultat que persegueix. Aquestes variables condicionen les característiques formals de l'estampa. Ara, és un moment idoni per a realitzar els bisells. El bisell es realitza a les quatre arestes de la planxa escollida, si aquesta és rectangular. Aquest pas, assegura que no es tallarà l'estampa ni es farà malbé el feltre. Abans de treballar damunt de la planxa, el gravador s'ha d'assegurar que aquesta estigui ben polida i neta.

### Gravat
Aquesta etapa és molt diferent en funció de la tècnica escollida. Totes les tècniques calcogràfiques es poden utilitzar de manera complementària. Si el resultat obtingut no és el desitjat es pot emprar el brunyidor a manera de goma d'esborrar.

### Entintat
S'acostuma a escalfar la matriu per així facilitar la penetració de la tinta greixosa a les incisions dutes a terme en el metall. S'aplica la tinta a la matriu ajudant-se d'una goma semi dura, especial per entintar planxes metàl·liques gravades o bé d'una monyeca. La superfície de la planxa es neteja amb una tarlatana. Això, persegueix dues finalitats: que no resti tinta a la superfície de la matriu i assegura el col·lapse de tinta a les parts gravades. S'aconsella que en aquesta etapa es realitzin moviments circulars per assegurar la uniformitat en l'estampació. Seguidament, es passa un paper Manila blanc, tallat a la mida adequada a la planxa, per treure les restes de tinta, si desitgen una veladura uniforme, aquest és l'últim pas. Si al contrari desitgem donar llum a l'estampa i obtindre més vibració, passarem la mà, prèviament eixugada amb blanc d'Espanya. Els bisells els netejarem amb un drap de cotó i també blanc d'Espanya.

### Estampació

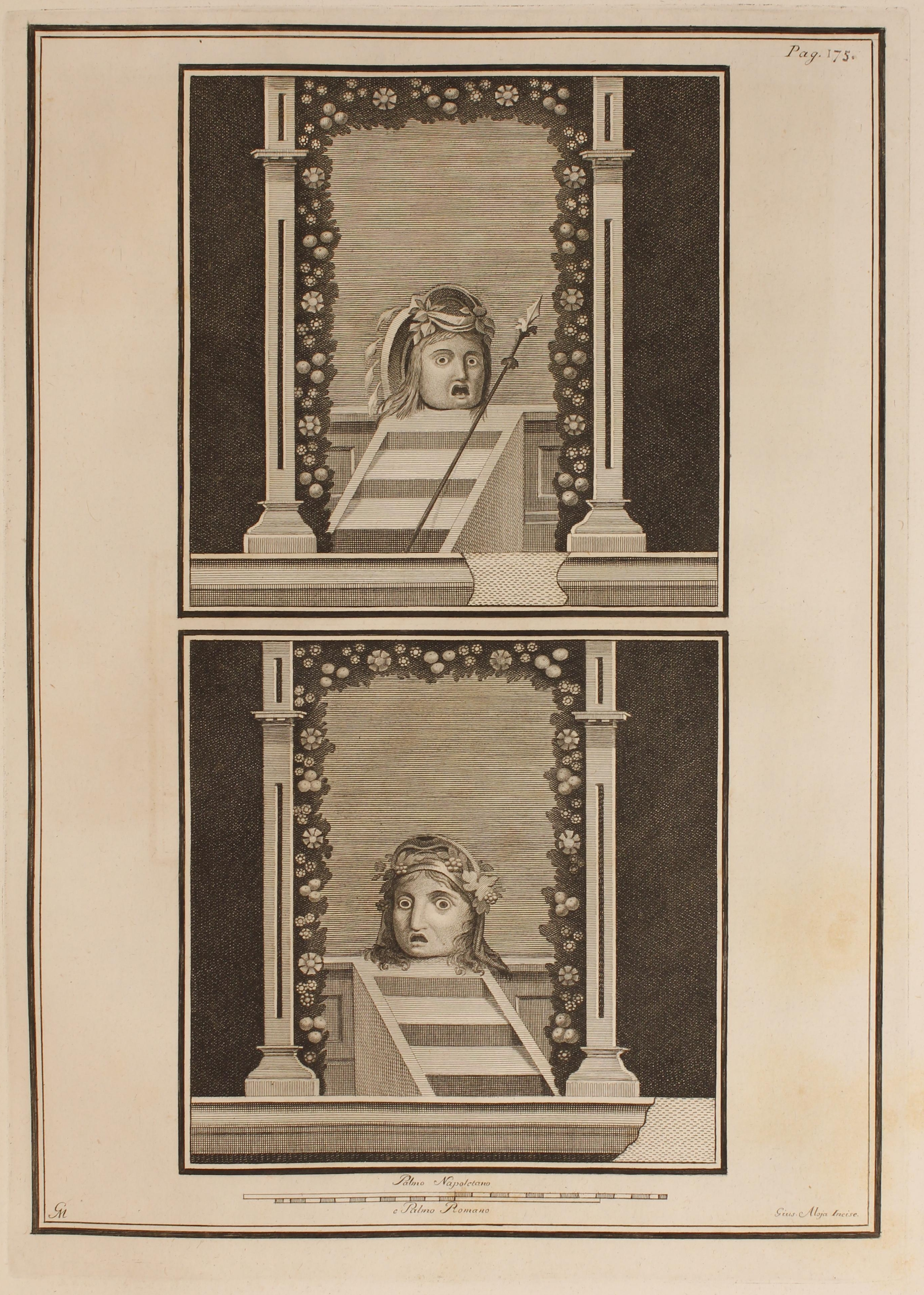
Exemple d'estampació amb tinta calcogràfica. Della atichità di Eracolano, 1757-1779.

El tòrcul és el tipus de premsa utilitzat en el gravat calcogràfic. Es disposa la matriu damunt de la platina del tòrcul, damunt el paper de gravat humit i finalment un parell feltres. A continuació es fa passar el conjunt sota la pressió del tòrcul.
L'operació es repeteix tantes vegades com nombre d'estampes es desitgen. Quan s'acaba la tirada s'ha de destruir la matriu.

## Materials
Per dur a terme el gravat calcogràfic cal tenir en compte tot un seguit de materials imprescindibles per a la seva execució.

### Les planxes
Són unes làmines primes, fetes de metall, que s'utilitzen com a base per dibuixar el patró que després serà estampat. Són per tant, les matrius. Es fa servir aquest objecte ja que té suficient resistència per aguantar el tiratge i alhora mal·leabilitat per anar-se adaptant a les diferents situacions de les tècniques. Els minerals que més caracteritzen les planxes son el coure, el zenc, el llautó, el ferro i l'acer. Però el més important és el coure (Cu), aquestes són les seves característiques apropiades al gravat:
- Gruix: va determinat pel tipus de treball que es vol fer:
- # Aiguatinta: el gruix estàndard és de 0,8 a 1 mm. És tan prim ja que amb aquesta tècnica no cal tenir gran profunditat d'erosió provocada per l'àcid.
- # Aiguafort: en aquest cas la mitjana sol estar en els 1,5 mm. Aquí l'àcid afecta més a la planxa i es necessita més profunditat.
- # Gofrats: per acabar, la mida més gran és de 2 mm, idoni per aquest procés.
- Tipus: s'utilitza el coure tou (de color vermell fosc) per obtenir una màxima mal·leabilitat, el problema es que no aguanta tiratges llargs. El coure dur (de vermell més clar) no és tan mal·leable però té més resistència.
- Qualitats: molt manejable, fàcil de polir, permet fer línies molt fines i juntes i accepta totes les tècniques de gravat.
- Inconvenients: tendeix a oxidar-se amb facilitat. Al llarg del temps es va desgastant.

### Els productes
Un cop tenim les bases preparades (planxes) necessitem tot un seguit de materials per a la creació de gravats.

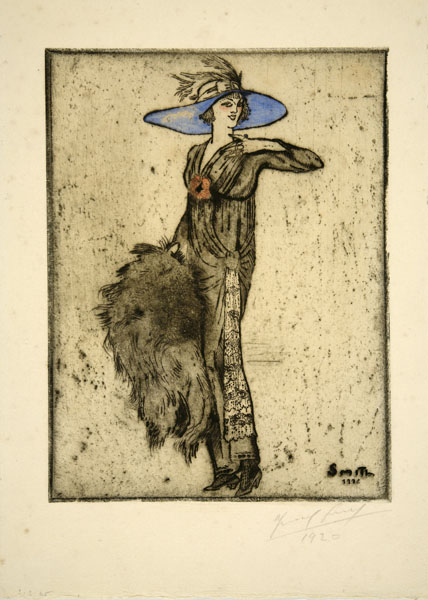
Aiguafort i aiguatinta a color sobre paper. Ready, 1903.

#### Protecció personal
- Atrix
- Guants pvc
- Guants làtex
- Guants neoprè grossos
- Mascara protectora pols
- Sabó per les mans
- Sabó Swarfega
- Raspalls per les ungles

#### Per la planxa
- Planxes de coure
- Resina de colofònia
- Betum de judeat
- Laca al alcohol
- Vernís bola tou
- Vernís de retocs
- Vernís negre cobrir protecció
- Vernís negre setinat
- Vernís ultraflex
- Sal cuina
- Sucre
- Vinagre
- Per-clorur de ferro

#### Poliments
- Paper de vidre
- Poliment líquid
- Abrasiu líquid
- Carbonat de calci

#### Dissolvents
- Alcohol etílic
- Petroli
- Decapant
- Dissolvent universal
- Essència de trementina

#### Estampació
- Tintes calcogràfiques
- Oli clar
- Carbonat de magnesi
- Creta (carbonat càlcic)
- Feltres llana
- Paper de seda
- Paper Manila
- Paper Japó
- Papers per l'estampació calcogràfica
- Tarlatana

- Talc

#### Neteja
- Cif
- Glassex
- Draps de cotó
- Paper neteja

### Les eines
Com a conseqüència de la llarga història del gravat i les diferents tècniques, existeix una gran llista d'instruments necessaris per a la seva execució.

#### Ús general
- Pedra d'esmolar
- Paper esmeril

#### Tècniques indirectes
S'utilitzen per crear incisions sobre el vernís i que l'àcid penetri el metall.
- Punta normal
- Punta amb mànec de suro

#### Tècniques directes
Ús directe contra la planxa de metall per ratllar i esculpir directament el dibuix.
- Berceau
- Punta
- Punta de diamant

#### Correcció
- Brunyidor
- Rascador

### Els papers
Els papers utilitzats durant l'estampació han de ser resistents i manipulables. Els més emprats son aquells fabricats a partir de draps de cotó amb barreja de lli. Han de ser suficientment gruixuts, és a dir, han de superar el gramatge de 160 grs/m2.

#### Obtenció
Es fa macerar el paper en remull amb aigua, durant uns dies, per extreure la màxima matèria orgànica i que només quedi restant la cel·lulosa. Es poden afegir agents químics per que accelerin el procés. També si s'escalfa el recipient pot anar més ràpid. A continuació, es trituren les fibres per aconseguir una pasta barrejada amb aigua. Tot seguit es diposita la pasta sobre un marc de fusta amb un entramat de metall el qual actua com un colador, fent que tota l'aigua caigui i només quedi la fibra amb la forma que es desitja. Finalment es premsa i s'aconsegueix una fina capa de paper.

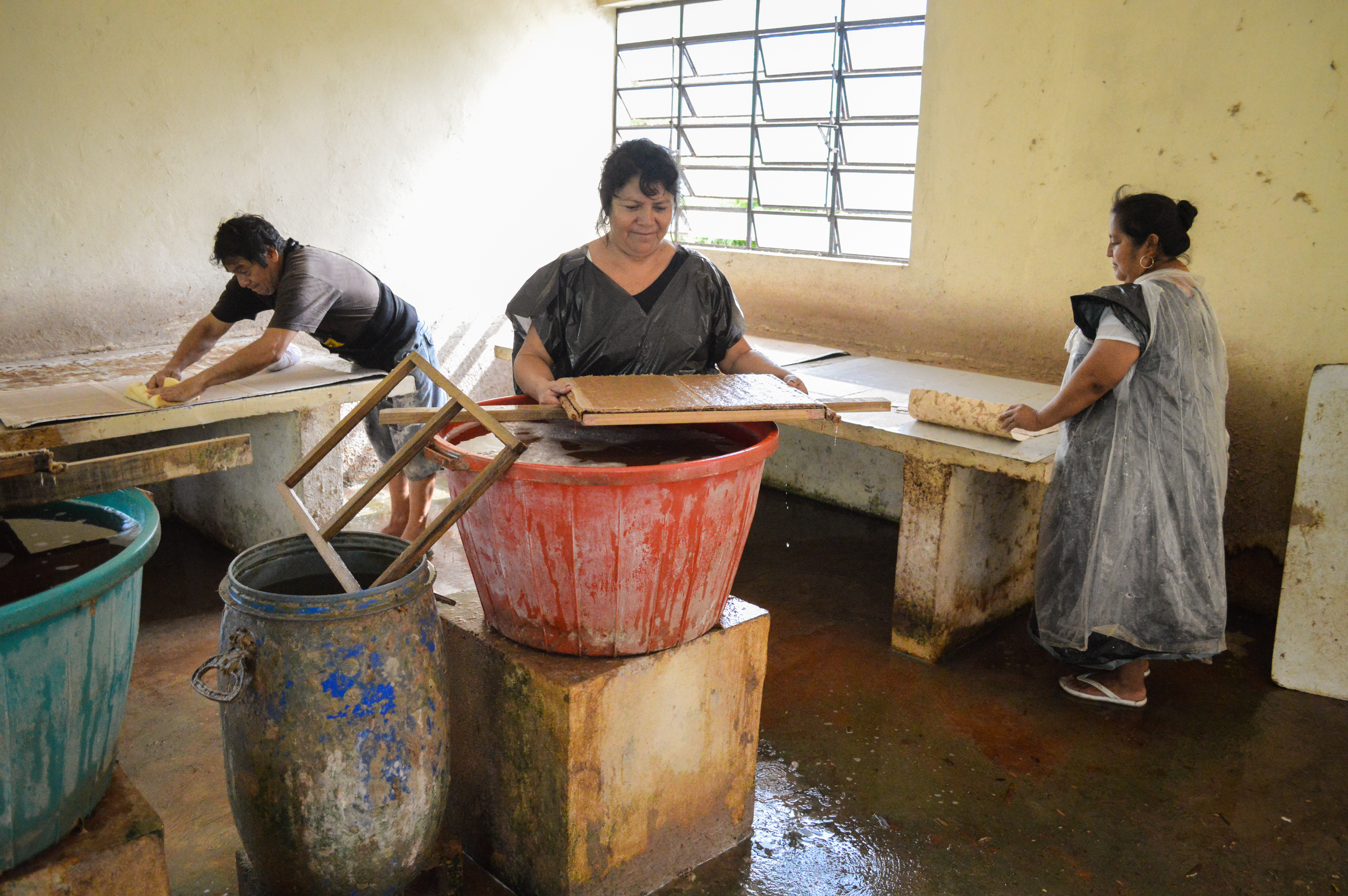
Producció de paper artesanal per Alejandro Isael Jimenez Soberanis.

#### Característiques
- La fibra: són les partícules vegetals que li donen les propietats al paper. Depenent si les tires son llargues o curtes el paper serà més elàstic o no. També es pot triar distribuir les tires en una mateixa direcció (paper industrial) o en diferents direccions (manual).
- El gramatge: és la quantitat de pasta que s'utilitza durant el procés per m². Aquesta mesura ve determinada per la profunditat de la talla i la llargada de la planxa. Les unitats emprades son grams per m². El gramatge estàndard es troba entre els 240 grs/m2 i els 300 grs/m2.
- Marca d'aigua: també anomenada filigrana és la marca personal que deixa l'autor per atribuir-se l'autoria. Es pot veure si es mira a contrallum.
- Les barbes: fa referència al extrems del full, els quals poden quedar irregulars (paper fet a mà) o simulat (línia continua). És, per tant, la part que queda dipositada a l'extrem del marc i depenent del tractat pot quedar llis o rugós.
- La verjura: és l'entramat metàl·lic que hi ha al marc de fusta per fer de colador quan es diposita la pasta i que l'aigua caigui.
- La vitel·la: entramat metàl·lic més atapeït i que per tant no deixa passar tanta aigua.
- La textura: a la hora de fabricar el paper s'ha de tenir en compte per a quin propòsit es fa. Si es vol fer traces molt gruixudes i menjades profundes, millor triar un paper gruixut amb molta textura. Si, pel contrari, interessa fer línies fines i amb molt detall serà millor escollir un paper més llis.
- El color: encara que no ho sembli existeixen moltes variacions de color en el paper. Podem trobar des de blanc natural o blanc òptic, colors crema, verdosos, grisos... Depenent del treball escollit s'utilitzarà un o altre.
- El Ph: és la constant d'acidesa que té el paper. Els més bons tenen un Ph neutre. Aquesta propietat determina la resistència del paper durant el temps, com més bona sigui, més perdurarà durant els anys i millor es conservarà.
- La mida: tot i que actualment existeixen unes mesures estàndard dels papers, han perdurat durant els anys certes mides com per exemple: Papers Francesos Jesús, Raisin, Aigle, Univers, Coquille, Couronne, Cícero etc. Papers d'Anglaterra Royal, imperial, post, cartrige, double Crown, etc.[12]

### Les tintes
Les tintes de gravat tenen una consistència més espessa que la industrial i està fabricada a partir d'oli de llinosa. Per poder ser utilitzada ha de complir uns requisits entre els que trobem: ha de tenir una consistència semblant a la mantega, ha de ser molt pigmentada, sòlida a la llum, fàcil de retirar de les planxes, insolubles en aigua i que no hi hagi excés d'oli.

### El tòrcul
És la eina de premsat que es fa servir per retirar tota l'aigua restant que trobem encara entre les fibres de paper i aplicant la tinta del gravat, aportant així la consistència i forma que és caracteritzada pel paper. Està format per dos cilindres per els quals passa la pasta estesa que ha de ser premsada. La massa s'escampa sobre una platina metàl·lica que passa entre els dos cilindres, els quals apliquen una gran pressió.

#### Els feltres
Aquests son utilitzats també a la hora d'estampar. Normalment es posen entre els cilindres i el paper per tal que no quedin enganxats, i així també el feltre absorbeix l'aigua que surt del paper. Solen ser de llana teixida tot i que també poden ser d'espuma o cautxú. Aquesta tela aplica pressió al paper fent que el paper i la planxa metàl·lica entrin en contacte i s'estampi la tinta.

## Referents

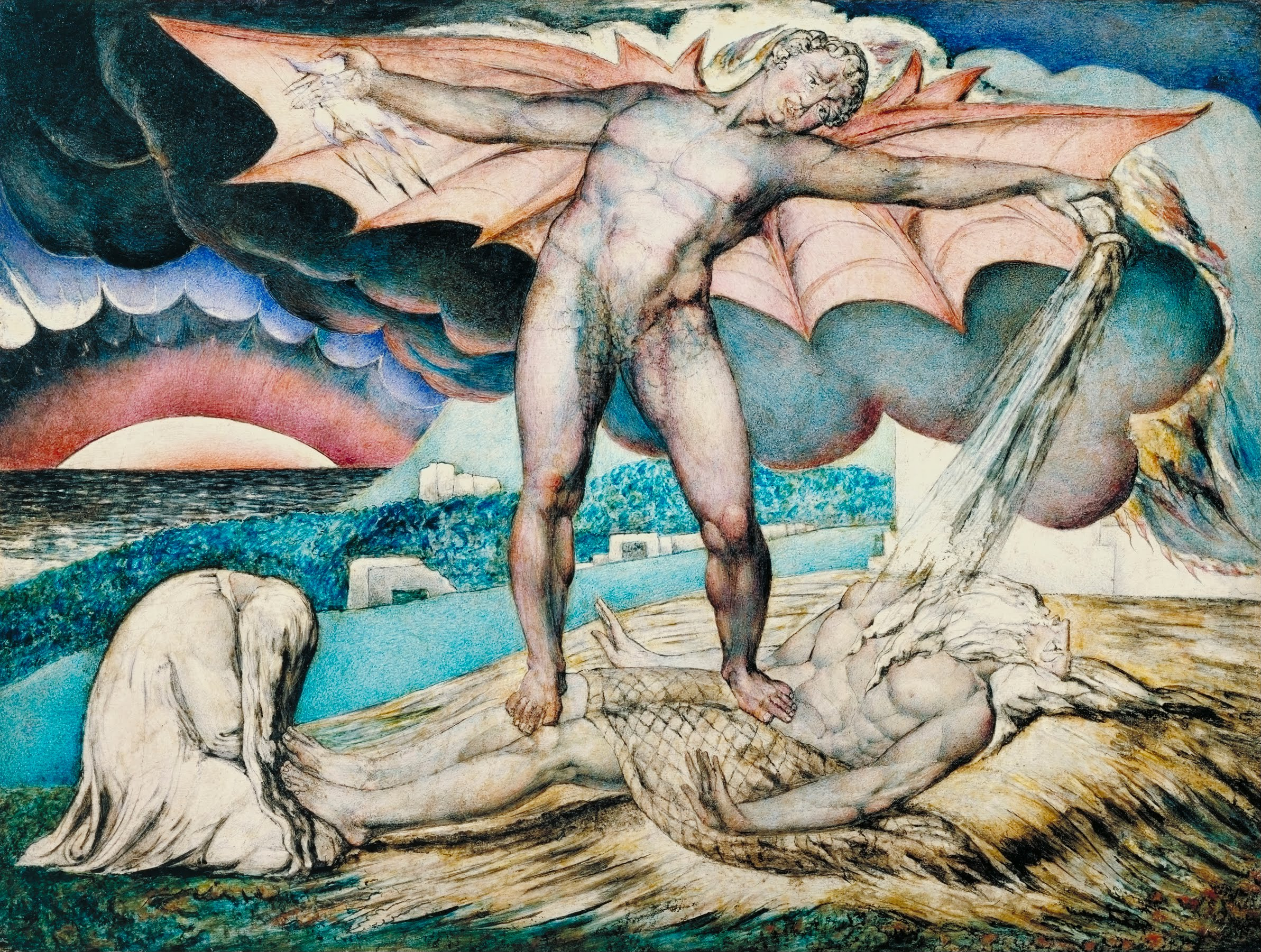
Exemple de gravat fet per William Blake.

A part dels referents ja mencionats en l'apartat d'història, existeix una gran llista d'autors que han fet moltes aportacions al llegat del gravat calcogràfic, aquests son alguns exemples:

### William Blake
Poeta nascut a Gran Bretanya, va ser caracteritzat per els seus poemes editats a partir d'estampacions i creacions artístiques de gravats. Quan publicava un poema, aquest l'adornava de filigranes fetes a partir de tècniques d'estampat. Normalment eren representacions de plantes i flors per aportar un caràcter més bell a les seves creacions literàries. Gran part de la seva obra però, va ser fer calcografies temàtiques que eren estampades sobre paper.

### David Salle

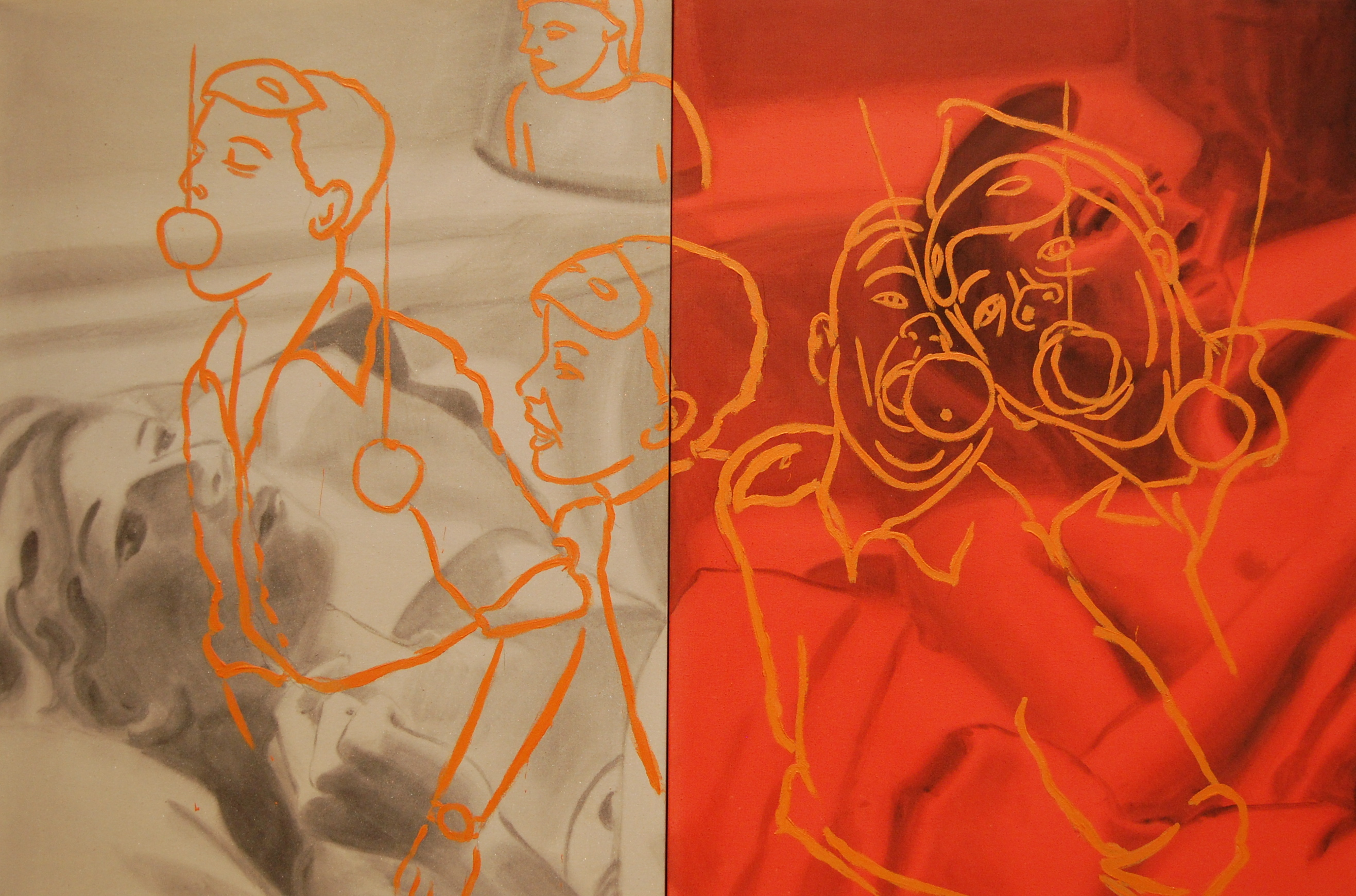
David Salle, We'll Shake the Bag, 1980

Pintor dels Estats Units sovint associat a moviments americans com el Neoexpressionisme, Simulacionisme, el Bad Painting o New Image Painting. Té una gran col·lecció de gravats d'estil molt diferent als tradicionals, ja que la seva manera de crear era a partir de juxtaposicions de diferents objectes, creant una visió molt més moderna i contemporània, amb l'ús de colors molt vius i interpretacions molt subjectives.

### Albert Durer
Un dels artistes més importants de la història. És un gran representant del Renaixement alemany. Es caracteritza per obres molt detallades i realistes. Es considera un gran model a seguir en la tècnica de gravats. A més a més, va dedicar part de la seva vida professional a fer altres aportacions en diferents categories artístiques com seria la pintura.

## Alternatives al gravat clàssic
Un dels problemes que presenta el gravat convencional és que no és gens fàcil de produir. A més a més, cal tenir en compte que a vegades certs productes que s'utilitzen en processos indirectes, com àcids i vernissos, poden resultar tòxics i perillosos per la salut dels artesans. És per això que als anys noranta entre en conflicte moral l'ús d'aquest productes que afecten tan a les persones com al medi ambient i llavors es proposa un gravat no tòxic. Concretament, però, aquesta tècnica continua sent tòxica, però no arriba als nivell dels processos antics. Anteriorment s'utilitzaven productes com el clorur fèrric o l'àcid nítric que ara s'han canviat per l'ús de sulfat de coure.
El sulfat de coure no és un àcid, és una sal. De fet s'utilitza de moltes maneres a l'agricultura, fet que demostra que no afecta el medi ambient. No genera cap gas tòxic a excepció d'hidrogen, que aquest s'escampa molt ràpid per l'aire anul·lant qualsevol perillositat. Concretament, l'únic moment potencialment perillós és en el moment en què es barregen les sals amb l'aigua, i només cal portar ulleres de laboratori per protegir els ulls. Tot i així, si es vol es pot fer una barreja de sals comunes per aconseguir el mateix efecte i que no contamini ni sigui perillós.
D'altra banda, els productes com els vernissos son reemplaçats per productes casolans greixosos. Qualsevol oli, mantega, cera o crema pot servir per fer la mateixa funció. Per tant, es pot fer el mateix procediment amb productes d'estar per casa. No quedarà exactament igual, però com a mínim no contamina tant.